# Tage Lundin
Tage Leif Lundin (Stensele, 11 de noviembre de 1933) es un deportista sueco que compitió en biatlón. Ganó una medalla de bronce en el Campeonato Mundial de Biatlón de 1961, en la prueba por equipos.

## Palmarés internacional
| Campeonato Mundial | Campeonato Mundial | Campeonato Mundial | Campeonato Mundial |
| Año                | Lugar              | Medalla            | Prueba             |
| ------------------ | ------------------ | ------------------ | ------------------ |
| 1961               | Umeå (Suecia)      | Medalla de bronce  | Equipo             |